# カサ・グランデ級ドック型揚陸艦
カサ・グランデ級ドック型揚陸艦（カサ・グランデきゅうどっくがたようりくかん、英語: Casa Grande-class dock landing ship）はアメリカ海軍が運用していたドック型揚陸艦（LSD）の艦級。
先行するアシュランド級の主機関を変更したものであることから、同級のサブクラスとして扱われることもある。当初3隻は援英艦として計画されたことから、4番艦をネームシップとして扱ってカビルド級と称されることもある。

## 概要
アメリカ海軍では、イギリスの設計に基づき、初のLSDとしてアシュランド級を建造し、1943年より運用を開始していた。しかし、イギリスによる当初設計案ではギアード・タービン主機関としていたのに対し、減速機の生産能力不足のために同級ではレシプロ式とされていた。その後、減速機の生産が追い付いてきたことから、9番艦より、当初設計どおりのギアード・タービン主機関が採用されるようになった。これによって建造されたのが本級である。
上記の経緯より、基本設計はいずれもアシュランド級のものが踏襲されている。ギアード・タービン主機関は、1〜9番艦および13〜15番艦では出力7,000馬力、10〜12番艦では9,000馬力であった。ボイラーの蒸気性状は圧力30.6 kgf/cm2 (435 lbf/in2)、温度393℃であった。

## 同型艦
| #      | 艦名                                        | 竣工 | 除籍 | その後 |
| ------ | ------------------------------------------- | --- | --- | --- |
| LSD-9  | レンドリース法に基づき イギリス海軍に貸与   | レンドリース法に基づき イギリス海軍に貸与                                                                 | レンドリース法に基づき イギリス海軍に貸与                                                                 | 「イーストウェイ」として就役                                                                              |
| LSD-10 | レンドリース法に基づき イギリス海軍に貸与   | レンドリース法に基づき イギリス海軍に貸与                                                                 | レンドリース法に基づき イギリス海軍に貸与                                                                 | 「ハイウェイ」として就役                                                                                  |
| LSD-11 | レンドリース法に基づき イギリス海軍に貸与   | レンドリース法に基づき イギリス海軍に貸与                                                                 | レンドリース法に基づき イギリス海軍に貸与                                                                 | 「ノースウェイ」として就役                                                                                |
| LSD-12 | レンドリース法に基づき イギリス海軍に貸与   | レンドリース法に基づき イギリス海軍に貸与                                                                 | レンドリース法に基づき イギリス海軍に貸与                                                                 | 「オーシャンウェイ」として就役                                                                            |
| LSD-13 | カサ・グランデ USS Casa Grande              | 1944年 6月                                                                                                | 1976年4月                                                                                                 | |
| LSD-14 | ラシュモア USS Rushmore                     | 1944年 7月                                                                                                | 1976年11月                                                                                                | |
| LSD-15 | シャドウェル USS Shadwell                   | 1944年 7月                                                                                                | 1976年11月                                                                                                | |
| LSD-16 | カビルド USS Cabildo                        | 1945年 5月                                                                                                | 1976年10月                                                                                                | |
| LSD-17 | カタマウント USS Catamount                  | 1945年 4月                                                                                                | 1976年10月                                                                                                | |
| LSD-18 | コロニアル USS Colonial                     | 1945年 5月                                                                                                | 1976年10月                                                                                                | |
| LSD-19 | カムストック USS Comstock                   | 1945年 7月                                                                                                | 1976年6月                                                                                                 | 台湾海軍に売却、 · 「中正」として再就役                                                                   |
| LSD-20 | ドナー USS Donner                           | 1945年 7月                                                                                                | 1976年11月                                                                                                | |
| LSD-21 | フォート・マンダン USS Fort Mandan          | 1945年10月                                                                                                | 1980年2月                                                                                                 | ギリシャ海軍に売却、 · 「ナフクロトゥーサ」として再就役                                                   |
| LSD-22 | フォート・マリオン USS Fort Marion          | 1946年1月                                                                                                 | 1974年10月                                                                                                | 台湾海軍に売却、 · 「鎮海」として再就役                                                                   |
| LSD-23 | フォート・スネリング USS Fort Snelling      | 1944年に起工後、商船「カリブ・クイーン」として1956年に竣工、1963年に車両揚陸艦「トーラス」としてMSCに編入 | 1944年に起工後、商船「カリブ・クイーン」として1956年に竣工、1963年に車両揚陸艦「トーラス」としてMSCに編入 | 1944年に起工後、商船「カリブ・クイーン」として1956年に竣工、1963年に車両揚陸艦「トーラス」としてMSCに編入 |
| LSD-24 | ポイント・デファイアンス USS Point Defiance | 1945年に建造中止                                                                                          | 1945年に建造中止                                                                                          | 1945年に建造中止                                                                                          |
| LSD-25 | サン・マルコス USS San Marcos               | 1945年4月                                                                                                 | 1974年8月                                                                                                 | スペイン海軍に売却、 · 「ガリシア」として再就役                                                           |
| LSD-26 | トーテュガ USS Tortuga                      | 1945年6月                                                                                                 | 1976年10月                                                                                                | |
| LSD-27 | ウェットストーン USS Whetstone              | 1946年2月                                                                                                 | 1971年9月                                                                                                 | |